# Поліція вашої планети
Поліція вашої планети (англ. Police Your Planet) — науково-фантастичний роман американського письменника Лестера дель Рей, вперше опублікований 1956 року.

## Зміст
Після того як бувший поліцейський, а нині кримінальний журналіст Брюс Гордон, почав викривати корупцію в керівництві поліції, Служба безпеки Землі депортувала його в Марсопорт без права повернення на Землю.
Марсопорт був єдиним містом на Марсі, він був накритий куполом зі штучною атмосферою. Хоча марсіанські фермери в третьому і наступних поколіннях, які жили навколо нього, адаптувались до місцевої розрідженої атмосфери.
Марсопорт був відомий своєю злочинністю і корупцією.
По прибутті Гордон винайняв кімнату поза куполом міста в будинку бувшого злочинця Мами Корі.
З перших же днів у нього не склались стосунки з його примхливою і самостійною онукою Шейлою.
В перші дні він заробляв кошти нечесною грою в найближчому казино.
Коли його виграш привернув увагу місцевих бандитів, він змушений був найняти тілоохоронця Ізі, однак це не врятувало їх від пограбування.
Наркоторгівець Мама Корі порадив їм найнятись в корумповану місцеву поліцію, щоб їм було простіше виконувати його завдання кур'єрів.
В поліції Гордон збирав данину з торгівців за охорону і мусив платити капітану половину зарплатні за право працювати. Однак він справді захищав населення і проводив арешти злочинців.
Згодом його перевели в інший відділок, де командував капітан Волер призначений із Землі. Він відрізнявся чесністю і разом з Гордоном та Ізі вони змогли вичистити свій район від небезпечної банди.
Потім місцева влада усунула Волера і Гордон знову потрапив у відділок капітана Тренча просякнутий корупцією.
Він повернувся до рекету і хабарів за звання. Гордон збирає заощадження для незаконного повернення на Землю.
В період виборів, Гордону як і всім у відділку довелось працювати в інтересах злочинного кандидата Вейна.
Вибори викликали заворушення, під час яких він рятує і капітана Тренча і розжалуваного капітана Волера.
Перед смертю поранений Волер розкриває, що він є представником Служби безпеки Землі і передає йому повноваження.
Тренч підвищує Гордона до сержанта і бере на завдання в інтересах Вейна.
Той отримавши кредит у банку, закупляє велику кількість зброї з Землі.
Банк банкрутує, що призводить до заворушень в місті.
Гордон не раз рятує Шейлу від неприємностей, хоча вона налаштована вороже до нього і погрожує викрити його Тренчу.
Щоб зменшити ризик, він умовляє Маму Корі погодити їх шлюб.
До Марсопорту прибувають 2 кораблі із Землі, з яких оголошують скасування незалежності Марсополіса та владу привезеної «законної поліції» до якої одразу переходить половина місцевих поліцейських.
Вейн та Тренч пропонують Гордону посаду лейтенанта за участь в битві проти «законної поліції».
Однак, побоюючись викриття Шейли, Гордон разом з Ізі переходить на сторону землян.
Коли ресурси землян закінчуються, вони починають обмеження свобод і їх критикує місцевий журналіст.
«Земляни» арештовують його, але Гордон відбиває його у поліції.
Він повертається до будинку Мами Корі поза містом, де йому пропонують очолити місцеву самооборону бідного району.
Гордон вирішує підірвати купол Марсопорта, оскільки це майже не зашкодить місцевим, але унеможливить роботу землян. Він скидує вину за диверсію на Тренча.
Зрештою прибуває корабель Служби безпеки Землі, який відновлює місцеве самоврядування і депортує злочинців на Меркурій. Агента Гордона під виглядом злочинця теж переводять на Меркурій. Шейла вирішує слідувати за ним.